# La morte non conta i dollari
La morte non conta i dollari è un  film del 1967 diretto da Riccardo Freda (sotto lo pseudonimo di George Lincon).

## Trama
Lawrence Wright torna nella cittadina di Owel Rock dove il padre viene ucciso da Doc Lester. L'uomo ritrova la sorella Jane che lo implora di vendicare la morte del padre.